# Podział typu historycznego (administracja)
Podział typu historycznego – jeden z dwóch (obok racjonalistycznego) typów podziałów administracyjnych.
Podziały historyczne kształtowane były na drodze wielowiekowego rozwoju, zmieniając się z upływem czasu w niewielkim stopniu. Podział typu historycznego, charakterystyczny głównie do końca XVIII wieku, występuje do dziś w takich krajach jak: Szwecja (podział na „ziemie” ukształtowane od przełomu XVI i XVII wieku), w dużym stopniu jak Anglia (z podziałem na hrabstwa i parafie), Holandia (prowincje), Szwajcaria (kantony) czy Austria (kraje).
Administracja Polski przedrozbiorowej miał charakter niemal wyłącznie historyczny. Dawny podział Polski na dzielnice zaczął być w procesie jednoczenia państwa w pierwszej połowie XIV wieku, zaczął być zastępowany podziałem na ziemie. Większe z nich, z których utrzymał się urząd wojewody, zaczęto w XV wieku nazywać województwami. W drugiej połowie XIV stulecia wykształciły się ponadto z dawnych kasztelanii powiaty – okręgi szlacheckich sądów ziemskich i administracji skarbowej, których było od kilku do kilkunastu w każdej ziemi (następnie województwie). Ukształtowany w ten sposób schemat podziału administracyjnego na: województwa, ziemie i powiaty utrzymał się w zasadzie do końca Rzeczypospolitej szlacheckiej.